# Татары в Турции
Татары в Турции (тат. Төркия татарлары, тур. Türkiye'de Tatarlar) — часть жителей Турции, которые являются татарами или имеют татарское происхождение. Согласно различным данным, их численность варьируется от 10 до 25 тыс. человек. По вероисповеданию — мусульмане-сунниты. Говорят на татарском и турецком языках. Проживают в основном в Эскишехире, Стамбуле, Анкаре, Измире, Конье, Бурсe.

## История диаспоры
Татарская эмиграция в Турцию началась в конце XIX века и продолжалась в 1920-1940-х годах XX столетия. Турция за свою историю приняла несколько волн татарской эмиграции.
Первая волна была вызвана принятием закона от 16 июля 1888 г. «Об установлении по округу ОМДС образовательного ценза» предписывавшего исламскому духовенству обязательное владение русским языком и кампании (1892) по запрещению использования в учебных целях литературы, не получившей одобрения цензуры. Восприняв действия властей как очередной виток в  попытках христианизации, сотни мусульман приняли решение переселиться в единоверную Турцию. Определённую  роль в решении покинуть родину сыграл и экономический фактор: периодические голод и неурожаи 1890-х гг., растущие недоимки. Они подкреплялись распространением слухов об обеспечении переселенцев жилищем, скотом, беспроцентной ссудой. Новая волна появилась в 1896 из-за слухов о кампании крещения мусульман, вызванных проведением всеобщей переписи населения 1897 года.  Мухаджирское движение охватило татарское население: Тетюшского уезда, Спасского уезда и Чистопольского уезда Казанской губернии, Бирского уезда и Мензелинского уезда Уфимской губернии, Елабужского уезда, Сарапульского уезда Вятской губернии. Первая волна татар прибилась к турецкому берегу именно тогда. Последующие волны эмиграции были вызваны столыпинскими реформами, Первой мировой войной, репрессиями большевистского режима. Переезд был сложным, эмигрантам турецкий султан выделял засушливые, самые худшие земли. Этому периоду жизни татар посвящен роман Махмута Галяу «Мухаджиры».
Центры традиционного расселения татар — Анкара и Стамбул, города Центральной Турции — Конья и Эскишехир, а также Измир, где есть целые отдельные татарские деревни Османие, Богределек и другие, в которых проживают до 1 тыс. татар. Османие была основана переселенцами из нынешнего Бугульминского района Татарстана и Оренбургской области в конце XIX века. Татарской общиной Эскишехира было создано «Общество культуры и взаимопомощи казанских турок». Но в 1980 году его деятельность была  приостановлена. Сейчас по инициативе татар общество возродилось и успешно работает. В 1957 году в Стамбуле было создано первое татарское общество "Сююмбике" ученым и общественным деятелем Лябибом Караном.
За много лет до создания всемирного конгресса татар в Турции начала свою работу Всемирная лига татар. История этой организации восходит к общественному деятелю, политику, писателю Гали Акышу. Сегодня всемирную лигу татар возглавляет профессор Босфорского университета Генюль Пултар — внучка видного политического деятеля России и Турции XX века Садри Максуди, его дочь Адиля Айде — первой в истории Турции женщина-дипломат, работавшая послом в США, Нидерландах и Италии.
Татарская община материально поддерживала нуждающихся членов общины, спонсировала литературно-издательскую деятельность. Ещё в 40-е годы прошлого века такую помощь получали ученые-эмигранты Гаяз Исхаки, Габделбари Баттал, Садри Максуди, позже — Хамит Кушай, дочь Исхаки Сагадат Чагатай, Рашит Рахмати Арат, Ахмет Темир, Махмут Тахир, Лябиб Каран и другие. В 60-70-е годы прошлого века на средства владельца турецкого филиала компании Mercedes-Benz, Ахметвели Менгера, издавался литературно-публицистический журнал «Казан».
Одними из наиболее активных лидеров татар в Турции до недавнего времени были ученый, профессор Мармарского университета Надир Давлет и бизнесмен Фарит Бичури, а также Махмут Аллюкаи, Атилла Кундуз, Сайда Асланбек и Наиля Бинарк. После первого съезда всемирного конгресса татар развернуло деятельность «Татарское культурное общество» в Эскишехире, которое занимается культурно-просветительской и религиозной деятельностью.
С начала 1990-х годов создавалось общество «Идель-Урал», которое было призвано объединить турецких татар и башкир — выходцев из России — и наладить культурно-национальные связи с Татарстаном и Башкортостаном. Сегодня это общество возглавляет Гюльтен Ураллы. В 1995 году обществом издавалась газета «Салям».

## Известные люди
- Айдан Шенер — турецкая модель и киноактриса, известная ролью Фериде в сериале «Королёк — птичка певчая».[4]
- Мехмет Гюнсюр — турецкий актёр, татарского происхождения[5]. Российскому зрителю известен как Шехзаде Мустафа в сериале Великолепный век.
- Лале Оралоглу — турецкая актриса театра и кино, кинорежиссёр, профессиональная спортсменка. В 1953, 1954, 1955, 1956, 1957, 1969 гг. признавалась "Актрисой года" и "Самой успешной актрисой года" Турции[6].
- Адиля Айде —  первая женщина дипломат в истории Турции. Профессор, сенатор, историк.
- Бехидже Боран — турецкая политическая деятельница и ученая-социолог, марксистка. Была первой женщиной-социологом и первой женщиной-лидером партии в турецкой истории.[7]
- Кемаль Локман — первый нефтяной инженер Турции. В 1930 году в Анкаре организовал первую конференцию, которая была посвящена нефтяной индустрии этой страны.[8].
- Ахметвели Менгер — турецкий предприниматель, промышленник, основатель компаний Menger Holding, Mengerler Automotive и Otomarsan. Был первым дистрибьютором немецких компаний Mercedes-Benz и Bosch в Турции.[9]
- Мухаммед-Шакир Мухаммед-Шарифович Яваев — генерал армии Османской империи.[10]
- Садри Максуди — государственный и общественно-политический деятель. Член Государственной Думы второго и третьего созывов от Казанской губернии, трижды депутат Великого национального собрания Турции от провинции Шебинкарахисар(1931-1934), от провинции Гиресун (1935-1939) и Анкары(1950-1954)[11].
- Юсуф Акчура — татарский и турецкий писатель, журналист, историк, один из идеологов турецкого национализма, создатель Турецкого исторического общества. Советник Ататюрка по вопросам культуры и политики. Четырежды депутат Великого национального собрания Турции от Стамбула(1923-1931) и Карса(1931-1935)[12]
- Гали Акыш — татарский, турецкий и немецкий журналист и писатель, видный общественный и политический деятель, президент Всемирной лиги татар, преемник Гаяза Исхаки.[13]
- Хамит Кушай — турецкий востоковед-тюрколог, этнограф, археолог, доктор философии (1923), первый директор Этнографического Музея Анкары.[14][15]
- Рашит Рахмати Арат — турецкий филолог. Основоположник филологии в Турции, видный специалист по древнеуйгурскому языку.[16]
- Габделбари Баттал, татарский писатель, историк, тюрколог, журналист, педагог и просветитель.
- Надир Давлет — турецкий тюрколог и журналист. Профессор Мармарского университета. Иностранный член Академии наук республики Татарстан[17]
- Абдулазис Беккинэ — мусульманский ученый, суфий, наставник премьер-министра Турции Неджметдина Эрбакана[18].
- Исхак Ислямов — офицер флота Российской империи, гидрограф, исследователь Арктики. В 1914 году объявил о принадлежности России Земли Франца-Иосифа и поднял над ней российский флаг. С конца 1919 года — в Стамбуле. Занимал должность вице-председателя совета «Союза морских офицеров», преподавал в Стамбульском морском училище, составил словарь татарских корней в русском языке.[19][20]
- Гаяз Исхаки — деятель татарского национального движения, писатель, публицист, издатель и политик. Инициатор издания татарских газет в Турции.
- Заки Валиди —  лидер башкирского национально-освободительного движения (1917—1920), публицист, историк, востоковед-тюрколог, профессор.

## Примечание
1. 1 2 3 4 5 6 7  «Мягкая сила» татар: топ-10 самых активных диаспор за границей
2. 1 2  Альметьевская энциклопедия : История и культура Альметьевского региона с древнейших времен до начала XXI века. – Казань : Рухият, 2022. – 976 с. – илл. (стр. 544). Дата обращения: 27 февраля 2023. Архивировано 27 февраля 2023 года.
3. ↑  Татары в переписях населения / А.С. Бушуев, Г.Ф. Габдрахманова, И.К. Загидуллин, Б.И. Измайлов; отв. ред. Б.И. Измайлов. – Казань: Институт истории им. Ш. Марджани АН РТ, 2021. – 76 с. Дата обращения: 27 февраля 2023. Архивировано 2 мая 2023 года.
4. ↑  Киноактриса Айдан Шенер: «Я немного казанская татарка». Дата обращения: 27 февраля 2023. Архивировано 27 февраля 2023 года.
5. ↑  'Ben yarım Tatarım, Mehmet tam Tatar'. Дата обращения: 15 февраля 2014. Архивировано 9 июля 2015 года.
6. ↑  Актриса Лале Оралоглу – казанская татарка, покорившая Турцию. Часть 2. Дата обращения: 27 февраля 2023. Архивировано 27 февраля 2023 года.
7. ↑  Шлыков П. В. Боран, Бехидже Архивная копия от 26 марта 2020 на Wayback Machine // Российская историческая энциклопедия. — Т. 2. — ОЛМА Медиа Групп Москва, 2014.
8. ↑  «Төркия нефтьчелегенең торгызылуында һәйкәл куелачак әдәмнәр сайланса, болардан берсе Кәмал Локман». Дата обращения: 27 февраля 2023. Архивировано 27 февраля 2023 года.
9. ↑  «Гениальный коммерсант»: как Ахметвали Менгер очаровал первую женщину-дипломата Турции. Дата обращения: 27 февраля 2023. Архивировано 27 февраля 2023 года.
10. ↑  Шакир-паша: как татарин из российской глубинки стал генералом Османской империи. Дата обращения: 27 февраля 2023. Архивировано 27 февраля 2023 года.
11. ↑  Садри Максуди: как казанский татарин поссорился с Ататюрком из-за названия банка Германа Грефа. Дата обращения: 27 февраля 2023. Архивировано 27 февраля 2023 года.
12. ↑  «Татаро-турецкие связи в сфере культуры, общественно-политической и духовной жизни в первой половине XX века»
13. ↑  Ушёл из жизни видный общественный деятель Али Акыш. Татар-информ (17 июля 2011). Дата обращения: 18 июля 2011. Архивировано 27 октября 2015 года.
14. ↑  "TÜRKİYE'DE TATAR KÖKENLİ BİR AYDIN HAMİT ZÜBEYR KOŞAY (1897-1984)" by Prof. Dr. Melek Çolak. Дата обращения: 4 ноября 2020. Архивировано 29 ноября 2020 года.
15. ↑  Гаффарова Ф. Ю. ТӨРКИЯДӘ МӨҺАҖИРЛЕКТӘГЕ ТАТАР ГАЛИМНӘРЕ. Сююмбике (2 ноября 2016). Дата обращения: 21 февраля 2017. Архивировано 22 февраля 2017 года.
16. ↑  Mustafa Oner. PROFESSOR, DR.RASHID RAKHMATI ARAT (англ.) (тат.). kpfu.ru. Казанский университет. Дата обращения: 8 ноября 2022. Архивировано 8 ноября 2022 года.
17. ↑  Скончался проживающий в Турции татарский ученый Надир Давлет. Дата обращения: 27 февраля 2023. Архивировано 27 февраля 2023 года.
18. ↑  Татарский святой Стамбула: побег от большевиков. Дата обращения: 27 февраля 2023. Архивировано 27 февраля 2023 года.
19. ↑  Судьба некоторых галлиполийцев. Международный благотворительный фонд имени генерала А. П. Кутепова. Дата обращения: 26 января 2010. Архивировано 18 ноября 2011 года.
20. ↑  Ислямов Исхак Ибрагимович. Департамент внешних связей Президента Республики Татарстан. Дата обращения: 26 января 2010. Архивировано 16 апреля 2012 года.